# Altheim (Essenbach)
Altheim (bairisch: Oidham) ist eine Gemarkung und ein Ortsteil des Marktes Essenbach im niederbayerischen Landkreis Landshut. 

## Lage
Altheim ist ein Pfarrdorf im unteren Isartal nahe Landshut. Es liegt rund zwei Kilometer südwestlich von Essenbach und acht Kilometer nordöstlich von Landshut. 
Der Ort liegt sehr verkehrsgünstig an mehreren wichtigen Achsen: Die Bundesstraße 15, die Landshut mit Regensburg verbindet, führt direkt an Altheim vorbei. Die Bundesautobahn 92 bindet mit der Anschlussstelle Landshut/Essenbach direkt an die B 15 bei Altheim an. Die Autobahn teilt Altheim in den nördlichen Kernort, größtenteils mit Wohnbebauung, und das südliche Industriegebiet mit nur wenigen Wohnhäusern. Etwa im Jahr 2019 soll die vierspurige Bundesstraße 15n bis zur A 92 fertiggestellt sein und rund zwei Kilometer östlich von Altheim mit einem Autobahnkreuz an diese angeschlossen werden.

## Geschichte
Eine Kultur der Jungsteinzeit bekam wegen der besonderen, hier vorgefundenen Art der hinterlassenen Keramik die Bezeichnung Altheimer Kultur. Auch eine römische Besiedelung kann nach archäologischen Funden für das Gebiet um Altheim nachgewiesen werden. Während des frühesten Mittelalters, schon vor der Einwanderung der Baiern im 6. Jahrhundert, war in Altheim eine Siedlung. 
Als Altheim im Jahre 883 erwähnt wurde, besaß der Ort mindestens eine Kirche und damit auch einen Geistlichen, dessen Rang dem eines Pfarrers entsprach. Da durch den Ort eine Diözesangrenze verlief, hatte Altheim um das Jahr 1000 zwei gleichrangige Kirchen, nämlich St. Andreas der Diözese Regensburg und St. Peter des Bistums Freising.
Durch eine Spende des fürstlichen Hofes in Landshut konnte im Jahre 1456 der Erweiterungsbau der Pfarrkirche St. Peter vollendet werden.
Zu Beginn des 19. Jahrhunderts wurde Altheim eine selbstständige politische Gemeinde. Bereits 1869 sollte auf Vorschlag des Bezirksamtes Altheim mit Mirskofen und Ergolding zu einer Bürgermeisterei zusammengeschlossen werden, doch die Zusammenlegung scheiterte an den damals noch nicht überwindbaren großen Entfernungen und am allgemeinen Misstrauen der Bevölkerung.
Noch größer als gegenüber Mirskofen und Ergolding scheint das Misstrauen gegenüber dem benachbarten Essenbach gewesen zu sein. Max Peinkofer berichtet in seinem Buch Der Brunnkorb unter Berufung auf den Deggendorfer Schulrat Johann Baptist Prößl von einem ungewöhnlichen Wettersegen, der noch um die Mitte des 19. Jahrhunderts jeden Sommer Sonntag für Sonntag vorgetragen wurde. Sooft der Pfarrherr von Altheim den Wettersegen spendete, sang dazu der Schulmeister und Organist: 
„Schein, Sunnerl schein
auf die Altheimer Gmein,
auf die Essenbacher nöt,
auf die Essenbacher nöt!“
In Essenbach wurde ein entsprechendes Gegenlied gesungen. Die Gründe für den aus diesem Text erkennbaren Konflikt zwischen den beiden Nachbardörfern waren Peinkofer und seinem Gewährsmann unbekannt.
Bis 1971 war Altheim eine selbstständige Gemeinde, zu der neben dem Hauptort und Pfarrdorf Altheim noch die Weiler Duniwang, Holzen und Oberholzen sowie die Einöden Koislhof und Lengermühle gehörten. Die Gemeinde hatte eine Fläche von 1426,54 ha. Am 1. April 1971 kam es im Rahmen der Gebietsreform zum freiwilligen Zusammenschluss der Gemeinden Altheim, Essenbach und Mirskofen zur neuen Gemeinde Essenbach. Wenige Jahre später kamen Oberwattenbach (1. Juli 1972), Mettenbach und Ohu (beide 1. Mai 1978) hinzu. Am 1. Januar 2014 hatte der Ortsteil Altheim 1761 Einwohner.

## Sehenswürdigkeiten

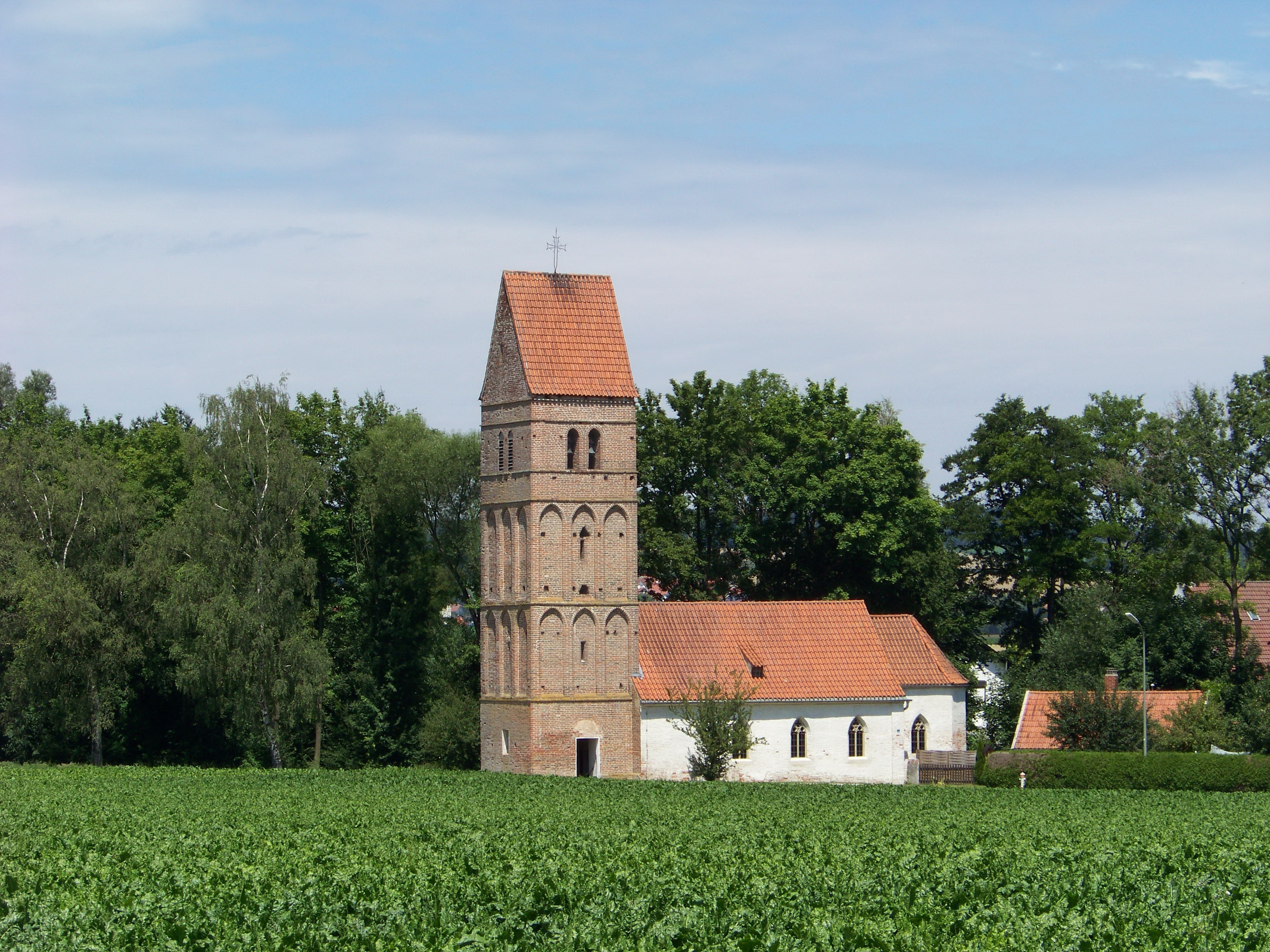
Kirche St. Andreas

- Pfarrkirche St. Peter. Das romanische Kirchenschiff wurde im 15. Jahrhundert erhöht und vergrößert. Der ebenfalls romanische quadratische, achtgeschossige Turm ist mit Rundbogenfriesen verziert. Die neugotische Einrichtung enthält an beiden Seitenaltären spätgotische Arbeiten der Landshuter Schule des Hans Wertinger von 1515. An der Westempore befindet sich eine Rokokoschnitzfigur von 1786.
- Kirche St. Andreas. Die spätgotische Kirche von 1490 besitzt Fresken mit biblischen Szenen und Heiligen.

## Bildung und Erziehung
- Kinderkrippe Regenbogen
- Grundschule Altheim

## Wirtschaft und Infrastruktur
Im Ortsgebiet befinden sich das Wasserkraftwerk Altheim, der Ursprung des Längenmühlbachs (Ausleitung aus der Isar) sowie ein Umspannwerk.